# Daytime Emmy Awards 1979
La cerimonia della 6ª edizione dei Daytime Emmy Awards (6th Daytime Emmy Awards) si è tenuta il 17 maggio 1979 al Vivian Beaumont Theater di New York e ha premiato i migliori programmi e personaggi televisivi del 1978.
La cerimonia è stata presentata da Bob Barker ed è stata trasmessa dalla CBS.
In questa edizione vengono introdotte per la prima volta le categorie degli attori non protagonisti.

## Daytime Emmy Awards

### Soap opera

#### Miglior serie drammatica
- I Ryan (Ryan's Hope), trasmessa dalla ABC
  - Febbre d'amore (The Young and the Restless), trasmessa dalla CBS
  - Il tempo della nostra vita (Days of Our Lives), trasmessa dalla NBC
  - La valle dei pini (All My Children), trasmessa dalla ABC

#### Miglior attore protagonista in una serie drammatica
- Al Freeman Jr., per aver interpretato Ed Hall in Una vita da vivere (One Life to Live)
  - Jed Allan, per aver interpretato Don Craig in Il tempo della nostra vita
  - Nicholas Benedict, per aver interpretato Phil Brent in La valle dei pini
  - John Clarke, per aver interpretato Mickey Horton in Il tempo della nostra vita
  - Joel Crothers, per aver interpretato Miles Cavanaugh in Ai confini della notte (The Edge of Night)
  - Michael Levin, per aver interpretato Jack Fenelli in I Ryan

#### Miglior attrice protagonista in una serie drammatica
- Irene Dailey, per aver interpretato Liz Matthews in Destini (Another World)
  - Nancy Addison, per aver interpretato Jill Coleridge in I Ryan
  - Helen Gallagher, per aver interpretato Maeve Ryan in I Ryan
  - Beverlee McKinsey, per aver interpretato Iris Carrington in Destini
  - Susan Seaforth Hayes, per aver interpretato Julie Olson in Il tempo della nostra vita

#### Miglior attore non protagonista in una serie drammatica
- Peter Hansen, per aver interpretato Lee Baldwin in General Hospital
  - Lewis Arlt, per aver interpretato David Sutton in Aspettando il domani (Search for Tomorrow)
  - Bernard Barrow, per aver interpretato Johnny Ryan in I Ryan
  - Joseph Gallison, per aver interpretato Neil Curtis in Il tempo della nostra vita
  - Ron Hale, per aver interpretato Roger Coleridge in I Ryan
  - Mandel Kramer, per aver interpretato Bill Marceau in Ai confini della notte

#### Miglior attrice non protagonista in una serie drammatica
- Suzanne Rogers, per aver interpretato Maggie Horton in Il tempo della nostra vita
  - Rachel Ames, per aver interpretato Audrey March in General Hospital
  - Susan Brown, per aver interpretato Gail Adamson Baldwin in General Hospital
  - Lois Kibbee, per aver interpretato Geraldine Whitney in Ai confini della notte
  - Frances Reid, per aver interpretato Alice Horton in Il tempo della nostra vita

#### Miglior team di registi di una serie drammatica
- Jerry Evans e Lela Swift per I Ryan
  - Joseph Behar, Frank Pacelli e Al Rabin per Il tempo della nostra vita
  - Melvin Bernhardt, Robert Calhoun, Ira Cirker e Paul Lammers per Destini
  - Jack Coffey, Del Hughes e Henry Kaplan per La valle dei pini
  - Richard Dunlap e Bill Glenn per Febbre d'amore
  - Richard Pepperman e John Sedwick per Ai confini della notte

#### Miglior team di sceneggiatori di una serie drammatica
- Claire Labine, Paul Avila Mayer, Jeffrey Lane, Judith Pinsker e Mary Ryan per I Ryan
  - Kay Alden, William J. Bell ed Elizabeth Harrower per Febbre d'amore
  - Rocci Chatfield, Michael Robert David, Ray Goldston, Elizabeth Harrower, Ann Marcus, Laura Olsher e Joyce Perry  per Il tempo della nostra vita
  - Cathy Chicos, William Delligan, Doris Frankel, Caroline Franz, Kenneth Harvery, Agnes Nixon, Wisner Washam, Mary K. Wells e Jack Wood per La valle dei pini

### Serie e programmi speciali

#### Miglior serie d'intrattenimento per ragazzi
- Special Treat per l'episodio The Tap Dance Kid, trasmessa dalla NBC
  - ABC Afterschool Specials per l'episodio Make Believe Marriage, trasmessa dalla ABC
  - ABC Afterschool Specials per l'episodio Mom and Dad Can't Hear Me, trasmessa dalla ABC
  - CBS Afternoon Playhouse per l'episodio Joey and Redhawk, trasmessa dalla CBS
  - Special Treat per l'episodio NYC Too Far From Tampa Blues, trasmessa dalla NBC
  - Special Treat per l'episodio Rodeo Red and the Runaway, trasmessa dalla NBC

#### Miglior serie o programma speciale d'informazione per ragazzi
- Razzamatazz, trasmessa dalla ABC
  - The CBS Festival of Lively Arts for Young People per l'episodio The Secret of Charles Dickens, trasmessa dalla CBS

### Programmi d'intrattenimento

#### Miglior talk show, programma d'informazione o altro programma d'intrattenimento
- The Phil Donahue Show, trasmesso in syndication
  - Dinah!, trasmesso dalla CBS
  - Good Morning America, trasmesso dalla ABC
  - The Mike Douglas Show, trasmesso in syndication

#### Miglior game show
- Hollywood Squares, trasmesso dalla NBC
  - Family Feud, trasmesso dalla ABC
  - The $20,000 Pyramid, trasmesso dalla ABC

#### Miglior programma per bambini
- Kids Are People Too, trasmesso dalla ABC
  - Captain Kangaroo, trasmesso dalla CBS
  - John Halifax, Gentleman (1974), trasmesso originariamente dalla BBC
  - Lorna Doone (1976), trasmesso originariamente dalla BBC
  - The Secret Garden (1975), trasmesso originariamente dalla BBC

#### Miglior programma educativo per bambini
- Schoolhouse Rock!, trasmesso dalla ABC
  - Dear Alex and Annie, trasmesso dalla ABC
  - The Metric Marvels, trasmesso dalla NBC
  - Sesame Street, trasmesso dalla PBS

#### Miglior programma d'informazione per bambini
- Big Blue Marble, trasmesso dalla PBS
  - 30 Minutes, trasmesso dalla CBS
  - ABC Minute Magazine, trasmesso dalla ABC
  - Animals, Animals, Animals, trasmesso dalla ABC
  - In the News, trasmesso dalla PBS
  - Special Treat, trasmesso dalla NBC

#### Miglior presentatore di un talk show, un programma d'informazione o altro programma d'intrattenimento
- Phil Donahue, per aver presentato The Phil Donahue Show
  - John Bennett Perry, per aver presentato Everyday
  - Stephanie Edwards, per aver presentato Everyday

#### Miglior presentatore di un game show
- Dick Clark, per aver presentato The $20,000 Pyramid
  - Bob Barker, per aver presentato The Price Is Right
  - Peter Marshall, per aver presentato Hollywood Squares

#### Miglior regista di un talk show, un programma d'informazione o altro programma d'intrattenimento
- Ron Weiner per The Phil Donahue Show
  - Don Roy King per America Alive!
  - Glen Swanson per Dinah!

#### Miglior regista di un game show
- Jerome Shaw per Hollywood Squares
  - Mike Gargiulo per The $20,000 Pyramid
  - Dick Schneider per Jeopardy!

### Daytime Creative Arts Emmy Awards

#### Miglior team di "designer"
- Bob Anton (costumi), Lou Dorfsman (graphic designer), Lloyd R. Evans (scenografia), Lee Halls (makeup), Wesley Laws (scenografia), Dean Nelson (illuminazione) e Phyllis Sagnelli (acconciature) per Love of Life

#### Miglior team tecnico
- Edward Atchison (suono), William Edwards (direzione tecnica), Joanne Goodhart (assistente alla regia), Arie Hefter (cameraman), Bill Hughes (cameraman), Elliot Lawrence (direzione musicale), Jay Millard (cameraman), Barbara Miller (coordinatrice musicale), Robert Saxon (effetti sonori), Roman Spinner (gobbista) e Paul C. York (operatore video) per Ai confini della notte